# Rosie Brennan
Rosie Brennan (Salt Lake City, 2 dicembre 1988) è una fondista statunitense.

## Biografia
Rosie Brennan, attiva in Nor-Am Cup dal novembre del 2005, ha esordito in Coppa del Mondo il 16 gennaio 2009 a Whistler (34ª in sprint) e ai campionati mondiali a Falun 2015 (16ª nella 30 km, 29ª nello skiathlon e 4ª nella staffetta). Ha ottenuto il primo podio in Coppa del Mondo il 6 dicembre 2015 a Lillehammer, classificandosi 3ª nella staffetta 4x5 km. Ai Mondiali di Lahti 2017 si è piazzata 31ª nella 10 km e 27ª nello skiathlon. Ai XXIII Giochi olimpici invernali di Pyeongchang 2018, suo esordio olimpico, si è posizionata 58ª nello skiathlon; l'anno successivo ai Mondiali di Seefeld in Tirol 2019 è stata 24ª nella 10 km, 16ª nella 30 km, 10ª nello skiathlon e 5ª nella staffetta. Il 12 dicembre 2020 ha conquistato a Davos in sprint a tecnica libera la prima vittoria in Coppa del Mondo; ai Mondiali di Oberstdorf 2021 si è classificata 17ª nella 10 km, 34ª nella sprint, 5ª nella sprint a squadre e 4ª nella staffetta. Ai XXIV Giochi olimpici invernali di Pechino 2022 si è piazzata 13ª nella 10 km, 6ª nella 30 km, 14ª nello skiathlon, 4ª nella sprint, 5ª nella sprint a squadre e 6ª nella staffetta; ai Mondiali di Planica 2023 è stata 15ª nella 10 km, 5ª nella 30 km, 7ª nella sprint, 19ª nello skiathlon e 5ª nella staffetta e a quelli di Trondheim 2025 si è classificata 22ª nella 10 km, 30ª nella sprint e 6ª nella staffetta.

## Palmarès

### Coppa del Mondo
- Miglior piazzamento in classifica generale: 4ª nel 2021 e nel 2023
- 14 podi (8 individuali, 6 a squadre):
  - 3 vittorie (2 individuali, 1 a squadre)
  - 3 secondi posti (2 individuali, 1 a squadre)
  - 8 terzi posti (4 individuali, 4 a squadre)

#### Coppa del Mondo - vittorie
| Data             | Località | Nazione  | Specialità                                                       |
| ---------------- | -------- | -------- | ---------------------------------------------------------------- |
| 12 dicembre 2020 | Davos    | Svizzera | SP TL                                                            |
| 13 dicembre 2020 | Davos    | Svizzera | 10 km TL                                                         |
| 13 marzo 2022    | Falun    | Svezia   | 4x5 km MX (con Zak Ketterson, Scott Patterson e Jessica Diggins) |

Legenda:

TL = tecnica libera

SP = sprint

MX = mista

#### Coppa del Mondo - competizioni intermedie
- 4 podi di tappa:
  - 3 secondi posti
  - 1 terzo posto